# Miltiades Caridis
Miltiades Caridis (griechisch Μιλτιάδης Καρύδης Miltiádis Karýdis; * 9. Mai 1923 in Danzig; † 1. März 1998 in Athen) war ein deutsch-griechischer Dirigent.

## Leben
Caridis wurde in Danzig als Sohn einer deutschen Mutter und eines griechischen Vaters geboren. Er wuchs in Dresden auf, bis die Familie 1938 nach Griechenland zog.
Caridis begann sein Musikstudium während des Krieges am Konservatorium in Athen und schloss es nach dem Krieg an der  Universität für Musik und darstellende Kunst Wien bei Hans Swarowsky mit der Dirigentenprüfung ab.
Er begann seine Karriere an der Oper Köln sowie der Grazer Oper und dirigierte sieben Jahre lang an der Wiener Staatsoper. Von 1960 bis 1967 war er Chefdirigent der Philharmonia Hungarica. Danach dirigierte er 1969 bis 1971 die Philharmonie Oslo und 1975 bis 1981 das Tonkünstler-Orchester Niederösterreich. Als freiberuflicher Dirigent arbeitete er mit zahlreichen weiteren Orchestern und Chören in aller Welt und nahm an großen Festivals teil. Ab 1995 leitete er das griechische Rundfunk-Orchester; im Februar 1998 erlitt er bei einer Probe dieses Orchesters einen Schlaganfall, dem er einige Tage im Alter von 74 Jahren in Athen später erlag.
Sein Neffe Constantinos Carydis trat in seine Fußstapfen und dirigierte bereits im Alter von 32 Jahren an der Wiener Staatsoper.

## Auszeichnungen
- 1981: Béla-Bartók-Medaille für seine Verdienste um die Verbreitung von Bartóks Werk, in Budapest verliehen
- 1991: Auszeichnung von der Athener Akademie für sein musikalisches Gesamtwerk
- 1997: Großes Silbernes Ehrenzeichen für Verdienste um die Republik Österreich[2]